# Marolles-en-Hurepoix
Marolles-en-Hurepoix é uma comuna francesa, localizada a trinta e três quilômetros a sul de Paris, no departamento de Essonne na região da Ilha de França.
Seus habitantes são chamados de Marollais.

## Toponímia
Matriolæ em 1132, Apud Mairolas em 1100, Merroliæ em 1203,, Merrolæ no século XIII. 
Vem do tipo toponímico Materiola, derivado do latim materia "madeira (de construção)", que foi muitas vezes confundido com o composto gaulês bem conhecido Maro-ialon, com base nas palavras maro que significa "grande", e ialon que significa "clareira" cf. Mareuil. 
Marolles-en-Hurepoix que é citado no cartulário do Yonne publicado em 1132 na forma materiolae vindo do latim materiola ele próprio diminutivo de "material, madeira de construção". Uma definição que poderia encontrar a sua fonte no fato que na origem, o território comunal foi coberto por florestas e que essas não foram exploradas e compensadas.
A comuna foi fundada em 1793 com o seu nome atual. A vila teria levado o nome de Marolles-en-Josas e Marolles-lès-Arpajon  ·  ·  · .

## Cidades geminadas
Marolles-en-Hurepoix desenvolveu associações de geminação com :
- Coppenbrügge, Alemanha, em alemão Salzhemmendorf, localizada a 649,20 quilômetros[11].
- Southam, Reino Unido, em inglês Southam, localizada a 486,20 quilômetros[12].
- Lakamané, Mali, localizada a 3 954,20 quilômetros.

## Cultura e patrimônio

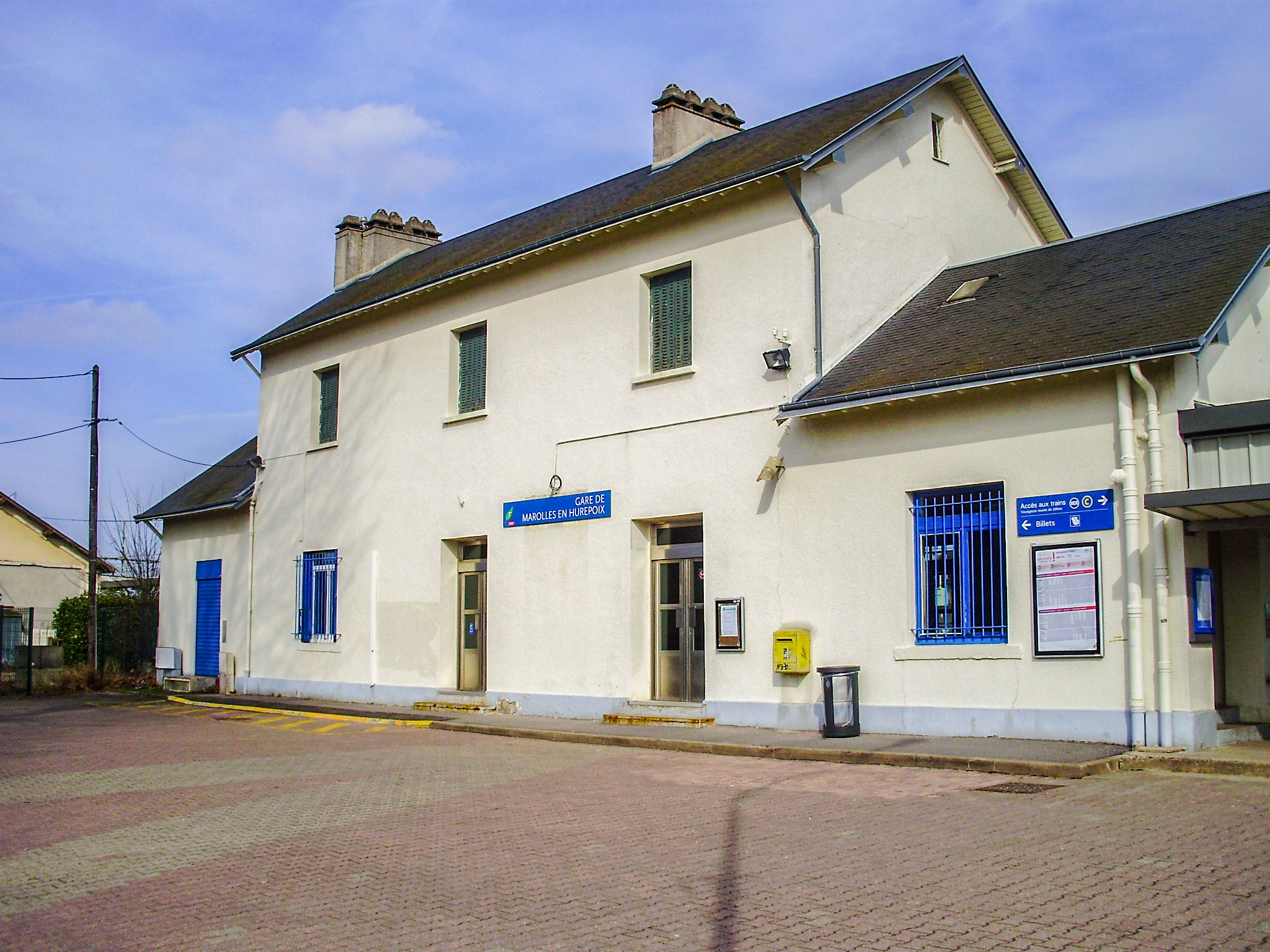
A Estação de Marolles-en-Hurepoix.

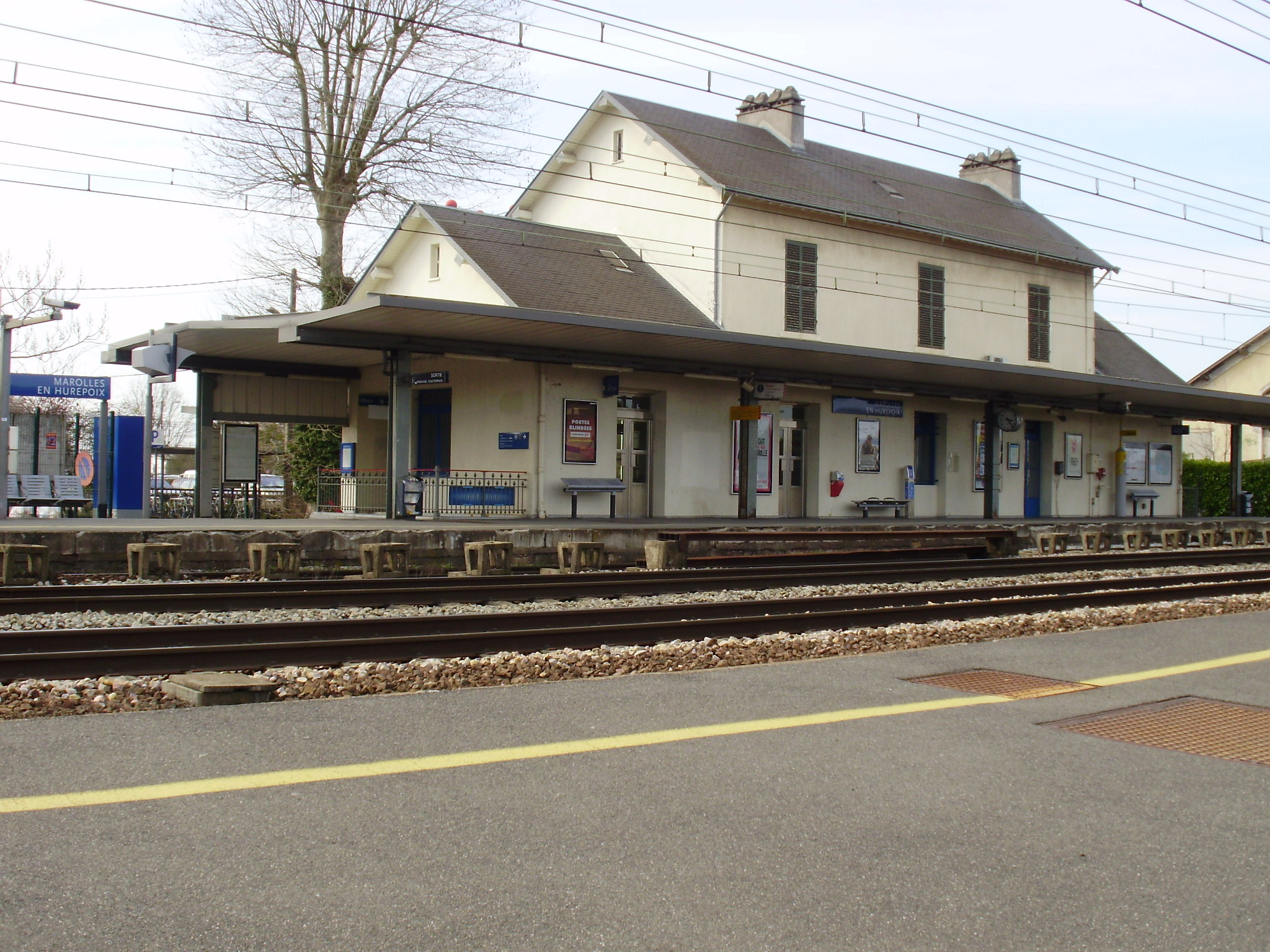

- O castelo de Beaulieu pertenceu em 1480 a Jacques de Saint-Benît, camareiro de Luís XI. É demolido em parte desde a década de 1750. O engenheiro Émile Levassor nasceu lá.
- O castelo de Marolles pertence à casa de Mesmes de 1481 a 1680 e em 1788 à casa de Montmorency, o príncipe de Robecq e de Alexandrine de la Rochefoucault. Comprado em 1935 pela comuna com sete hectares de terra para fazer um grupo prefeitura-escola, foi incendiado por tropas alemãs em 16 e 17 de agosto de 1944.
- O castelo de Gaillon pertenceu à Madeleine de Baugy em 1588. Ele foi comprado em 1970, por uma filial da SNCF, que o fez demolir e realizado em seu lugar um conjunto alugado, o parc Gaillon.
- O château des Tournelles localizado na rota de Leudeville, de propriedade da família des Garets. O castelo e uma bela granja foram queimados pelos alemães em 16 e 17 de agosto de 1944 ; subsiste apenas o parque e as áreas comuns ainda de propriedade da família des Garets.